# Azilia histrio
Azilia histrio är en spindelart som beskrevs av Simon 1895. Azilia histrio ingår i släktet Azilia och familjen käkspindlar. Inga underarter finns listade.